# 君塚良一
君塚 良一（きみづか りょういち、1958年4月21日 - ）は、日本の脚本家、映画監督、放送作家。
東京都港区出身。日本大学芸術学部卒業。
妻は、女性アイドルグループ・トライアングルのメンバーで元タレントの藤本あき（加藤明恵）。
　

## 来歴・人物
学生時代は映画監督を志していたが東宝撮影所でのアルバイト経験で映画界の不況を目の当たりにして、次第に映画界への興味を失う。倉本聰、山田太一、向田邦子などのシナリオライターが脚光を浴びているのを見て、テレビドラマの世界に関心を抱くようになった。大学の教授の紹介で、卒業後は萩本欽一に弟子入りし、萩本お抱えの放送作家集団である「パジャマ党」に加入。『欽ちゃんの週刊欽曜日』『欽ちゃんのどこまでやるの!?』『ライオンのごきげんよう』など、バラエティ番組に構成作家として携わる。
1984年頃から『心はロンリー気持ちは「…」』シリーズや『世にも奇妙な物語』など、テレビドラマ脚本の仕事が増える。1992年、連続ドラマ『ずっとあなたが好きだった』が大ヒット。「冬彦さん現象」と言われるブームを起こした。以後、現在に至るまでテレビを中心に『踊る大捜査線』など数多くのヒット作を手掛けている。
かねてから映画監督への志向も強かったが、2004年9月20日に放映された『世にも奇妙な物語 秋の特別編』の1篇「あけてくれ」（松山ひろし原作）でテレビドラマ初演出。2005年2月に公開された『MAKOTO』（郷田マモラ原作）にて映画を初監督した。
2008年、『誰も守ってくれない』により第32回モントリオール世界映画祭ワールド・コンペティション部門最優秀脚本賞を受賞。
現在はドラマ脚本家としての活動がメインであるが、『全日本仮装大賞』に引き続き作家として参加するなど放送作家としての仕事も継続して行っている。

## エピソード
- 高校時代からの映画フリークで、年間500本以上鑑賞したこともあるという[3]。映画誌「キネマ旬報」で古今東西の映画を脚本から読み解くコラムを連載したこともあり、2002年に『脚本（シナリオ）通りにはいかない!』（キネマ旬報社）としてまとめた[4]。
- 高校生の頃に出会った映画『わらの犬』には強烈な印象を受け、自身の「原点」であるという[3]。また学生時代に鑑賞した『野獣狩り』の「ひたすら話を転がしていく」作風にショックを感じ、『踊る大捜査線』劇場版を制作するにあたって強く意識した[5]。
- 学生時代に月刊誌「ドラマ」（映人社）における『太陽にほえろ!』のプロット募集に応募し、合格したことがある。そのプロットをもとに2本のシナリオを書いたが、メインライターの小川英に9割方直された。放送では名前がクレジットされたが、台詞がほとんど残っていないほど書き直してもらったので、実感としては「ホンを書いたという感じはしない」という[6]。だが小川の書いた脚本は、君塚が書きたかった事の核は残しつつ、エンターテインメントとして面白く出来上がっていて衝撃を受けたと回想する[7]。
- 大学時代には作家の家田荘子、日本テレビの五味一男らとともに映画製作集団で『虚飾の神話』『暗闇の剥製』などの前衛映画を作っていた[8]。
- 萩本欽一に紹介されたのは、萩本が日大の教授に成績が1位と2位の学生を紹介してくれと頼んでいたゆえであるらしい。ちなみに萩本曰く「君塚は2番目のほう」。当初シリアスなドラマ脚本を志向していた君塚はバラエティ番組の台本を手がけることに消極的で、萩本にも自分はドラマ脚本志望であることを告白したが、そのときに萩本から「テレビっていうのはジャンルで作ってないの。うちは、お笑いとかドラマとかじゃなく、テレビを作ってるんだよ。そのうちドラマと笑いがくっついた番組がいっぱいできるような時代が来るから」「ドラマを書くためには、いろいろなことを経験しておけ」と言われた。また「いい感性の20代のうちに映画を見たり、旅行したり、遊んだりして吸収しておけ、30になったら何も感じなくなるから」と萩本に言われたことが印象に残っているという[2][3]。
- 1990年代前半に落合正幸監督とのコンビで『世にも奇妙な物語』を多数手がけた。落合とは「王道じゃなくて、ひねったやつをやろう」[6]という合意があり「自主映画を作るようにやってた」と後に回想している[5]。
- 2000年頃から、映画脚本の依頼を受ける度に監督も兼任したいとアピールしていた。「大抵の場合、次の日から電話がかかってこなくなる」という状態が続いたが[9]、『世にも奇妙な物語 2004年秋の特別編』（「あけてくれ」）にてドラマ演出を行い、2005年に映画『MAKOTO』にて映画監督デビューを果たす。
- 数多の映画を見てきたが、特に1970年代の日本映画の影響は大きいという。『MAKOTO』を初監督した際には『青春の蹉跌』『約束』などを意識した[10]。
- 『ずっとあなたが好きだった』『誰にも言えない』『誰も守ってくれない』などに出演している佐野史郎は、君塚脚本は「ハコ組み」「構成力」が特に優れていると評する[9]。
- 一方で脚本執筆においては「あたかもリアリティ」と称し、緻密に取材しながらも取材で得られた事実より雰囲気を優先する方針をとっている。そのために、あえて事実と異なる描写を混ぜることも多く[11]、ときには「好きなもの（家族、情熱家、庶民）を善として、嫌いなもの（エリート、若者、インターネット）を悪として誇張しているのでは?」との意見もある[12]。

## 主な作品

### テレビ

#### ドラマ
- 『太陽にほえろ!』（日本テレビ）- 脚本家デビュー作（小川英との共作）
  - 第423話「心優しき戦士たち」(1980年)
  - 第434話「ある誘拐」(1980年)
- 欽ちゃんファミリー時代劇スペシャル『俺たちの熱い風』（日本テレビ、1984年）
- 『心はロンリー気持ちは「…」』（1984年、フジテレビ）
  - 『心はロンリー気持ちは「…」II』（1985年）
  - 『心はロンリー気持ちは「…」III』（1986年）
  - 『心はロンリー気持ちは「…」IV』（1986年）
  - 『心はロンリー気持ちは「…」V』（1987年）
  - 『心はロンリー気持ちは「…」VI』（1987年）
  - 『心はロンリー気持ちは「…」VII』（1988年）
  - 『心はロンリー気持ちは「…」VIII』（1989年）
  - 『心はロンリー気持ちは「…」IX』（1989年）
  - 『心はロンリー気持ちは「…」X　南の国から’97』（1997年）
  - 『心はロンリー気持ちは「…」XI』（2003年）
  - 『心はロンリー気持ちは「…」FINAL』（2024年）
- 『半熟ウィドウ! 未亡人は18才』（テレビ朝日、1987年）
- 『Wパパにオマケの子?!』（日本テレビ、1987年）
- 『善化者 さんまのホンじゃたのンます』（フジテレビ、1988年）
- 木曜バラエティ『悲しみがとまらない』（フジテレビ、1988年）
- 奇妙な出来事「待合室」（フジテレビ、1990年）
- 季節はずれの海岸物語（フジテレビ）
  - 『季節はずれの海岸物語 91'冬 想い出は美しすぎて』（1991年）- 第4弾
  - 『季節はずれの海岸物語 91'秋 フィルムの中の思い出』（1991年）- 第5弾
  - 『季節はずれの海岸物語 92'冬 恋は夢のかなたに』（1992年）- 第6弾
- 世にも奇妙な物語（フジテレビ、1991年）
  - 「さよなら6年2組」（1991年）
  - 「モルモット」（1991年）
  - 「リフレイン」（1991年）‐ 脚本協力
  - 「急患」（1991年）
  - 「戦争はなかった」（1991年）
  - 「ハッピーバースデー・ツー・マイホーム」（1991年）
  - 『震える愛」（1992年）
  - 「逆転」（1992年）
  - 「怪我」（1996年）
  - 「あけてくれ」（2004年） - 原作：松山ひろし‐ 監督兼任
- 『中森明菜 メロドラマ』（フジテレビ、1991年）
- ルージュの伝言（TBS、1991年）
  - 「天国のドア]」
  - 「Love Wars」
  - 「中央フリーウェイ」
  - 「14番目の月」
  - 「ルージュの伝言」
  - 「ノーサイド」
  - 「ESPER」
  - 「残暑」
- 大人は判ってくれない「きっとひとりで歩いていける」（フジテレビ、1992年）
- 『ずっとあなたが好きだった』（TBS、1992年7月クール）
- 『あの日に帰りたい』（フジテレビ、1993年1月クール）
- If もしも「花を愛するか、宝石に生きるか」（フジテレビ、1993年）
- 『誰にも言えない』（TBS、1993年7月クール）
- ボクたちのドラマシリーズ『時をかける少女』（フジテレビ、1993年2月 - 3月） - 原作：筒井康隆
- 『青春の影』（テレビ朝日、1994年7月クール）
- 『21歳の別離～中堀由希子、白血病とのたたかいに青春をかけて～』（TBS、1994年10月4日[13]） - MBS製作
- 『ヘルプ!』（フジテレビ、1995年1月クール）
- ナニワ金融道シリーズ（フジテレビ） - 原作：青木雄二
  - 『ナニワ金融道』（1996年）
  - 『ナニワ金融道2』（1996年）
  - 『ナニワ金融道3』（1998年）
  - 『ナニワ金融道4』（1999年）
  - 『ナニワ金融道5』（2000年）
  - 『ナニワ金融道6』（2005年）
  - 『新ナニワ金融道』（2015年）
- 『コーチ』（フジテレビ、1996年7月クール）
  - 『コーチスペシャル』（フジテレビ、1997年10月）
- 踊る大捜査線シリーズ（フジテレビ）
  - 『踊る大捜査線』（1997年1月クール）
  - 『踊る大捜査線 歳末特別警戒スペシャル』（1997年）
  - 『湾岸署婦警物語 初夏の交通安全スペシャル』（1998年）- 原案のみ
  - 『踊る大捜査線 秋の犯罪撲滅スペシャル』（1998年）
  - 『深夜も踊る大捜査線』（1998年10月）[14]
  - 『深夜も踊る大捜査線2』（2003年7月）[15]
  - 『弁護士 灰島秀樹』（2006年10月28日）
  - 『警護官 内田晋三』（2007年1月27日）
  - 『深夜も踊る大捜査線3』（2010年6月～7月）[16]
  - 『踊る大捜査線 THE LAST TV サラリーマン刑事と最後の難事件』（2012年9月1日）
- 『世界で一番パパが好き』（フジテレビ、1998年7月クール）
- 『グッドニュース』（TBS、1999年4月クール）
- 『TEAM』（フジテレビ、1999年10月クール）[17]
- 『ラブコンプレックス』（フジテレビ、2000年10月クール）
- 『さよなら、小津先生』（フジテレビ、2001年10月クール）- 2004年11月26日にスペシャルで続編を放映。
- 『恋人はスナイパー』（テレビ朝日、2001年・2002年）
- 『ホーム&アウェイ』（フジテレビ、2002年10月クール）
- 金曜エンタテイメント『ずっと逢いたかった。』（フジテレビ、2005年）- 原作：服部泰平
- 『役者魂!』（フジテレビ、2006年10月クール）
- 『はだしのゲン』（フジテレビ、2007年8月10日・8月11日）- 原作：中沢啓治
- 『ファイブ』（NHK総合、2008年1月5日） - 原作：平山譲
- 課長島耕作シリーズ（日本テレビ）- 原作：弘兼憲史
  - 『課長島耕作』（2008年）
  - 『課長島耕作2〜香港の誘惑〜』（2008年）
- 『誰も守れない』（フジテレビ、2009年1月24日）
- 『華麗なるスパイ』（日本テレビ、2009年）
- 『ニュース速報は流れた』（CSフジテレビNEXT、2009 - 2010年・全10話）
- 『松本清張スペシャル 球形の荒野』（フジテレビ、2010年）- 原作：松本清張
- 『警視庁捜査資料管理室 (仮)』（BSフジ、2018年） - Special Thanks
  - 『警視庁捜査資料管理室』（2019年）
- 『フジテレビ開局60周年特別企画 教場』（フジテレビ、2020年1月4日・5日）
  - 『教場II』（フジテレビ、2021年1月3日・4日）
  - 『風間公親-教場0-』（フジテレビ、2023年4月クール）

#### バラエティ
- 『日曜9時は遊び座です』（日本テレビ）
- 『さんまのゴメンねわがままで』（テレビ朝日）
- 『グッドモーニングジャパン』（1990年4月 - 6月、フジテレビ）

### 映画
- 欽ちゃんのシネマジャック
  - 『港』（1991年）- 「第1回 欽ちゃんのシネマジャック」中の1編
  - 『やさしい嵐』（1994年）- 「第2回 欽ちゃんのシネマジャック」中の1編
  - 『蛍の光』（1994年）- 「第2回 欽ちゃんのシネマジャック」中の1編
- 『パラサイト・イヴ』（1997年） - 原作：瀬名秀明
- 踊る大捜査線シリーズ
  - 『踊る大捜査線 THE MOVIE』（1998年）
  - 『踊る大捜査線 THE MOVIE 2 レインボーブリッジを封鎖せよ!』（2003年）
  - 『交渉人 真下正義』（2005年）- 原案
  - 『容疑者 室井慎次』（2005年）- 監督・脚本
  - 『踊る大捜査線 THE MOVIE3 ヤツらを解放せよ!』（2010年）
  - 『踊る大捜査線 THE FINAL 新たなる希望』（2012年）
  - 『室井慎次 敗れざる者』（2024年）
  - 『室井慎次 生き続ける者』（2024年）
- 世にも奇妙な物語 映画の特別編『携帯忠臣蔵』（2000年）- 原作：清水義範
- 『恋人はスナイパー 劇場版』（2004年）- 原作：西村京太郎「華麗なる誘拐」
- 『感染』（2004年）- 原案
- 『MAKOTO』（2005年）- 監督・脚本
- 『バブルへGO!! タイムマシンはドラム式』（2007年）
- 『誰も守ってくれない』（2009年）- 監督・脚本
- 『これでいいのだ!!映画★赤塚不二夫』（2011年）- 佐藤英明との共同脚本、原作：武居俊樹
- 『遺体 明日への十日間』（2013年）- 監督・脚本
- 『グッドモーニングショー』（2016年）- 監督・脚本[18]

### 舞台
- 『小堺クンのおすましでSHOW』[19]

### 著書
- 『テレビ大捜査線』（2001年、講談社）ISBN 4-062107-63-5
- 『脚本（シナリオ）通りにはいかない!』（2002年、キネマ旬報社）ISBN 4-873762-43-X
- 『裏ドラマ』（2004年、ダイヤモンド社）ISBN 4-478930-46-5
- 『「踊る大捜査線」あの名台詞が書けたわけ』（2011年、朝日新聞出版）ISBN 4-022734-07-8

## 受賞歴
- 1997年
  - 第12回ザテレビジョンドラマアカデミー賞 脚本賞（『踊る大捜査線』）
- 1999年
  - 第22回日本アカデミー賞 優秀脚本賞（『踊る大捜査線 THE MOVIE』）[20]
  - 第20回ヨコハマ映画祭 脚本賞（『踊る大捜査線 THE MOVIE』）[21]
- 2000年
  - 第27回ザテレビジョンドラマアカデミー賞 脚本賞（『ラブコンプレックス』）
- 2001年
  - 第28回キネマ旬報読者賞  「脚本（シナリオ）通りにはいかない!」
- 2004年
  - 第27回日本アカデミー賞 優秀脚本賞（『踊る大捜査線 THE MOVIE 2 レインボーブリッジを封鎖せよ!』）[22]
- 2008年
  - 第32回モントリオール世界映画祭 ワールド・コンペティション部門 最優秀脚本賞（『誰も守ってくれない』）
  - 第16回橋田賞[23]